# John Stockwell
John Stockwell, född 25 mars 1961 i Galveston i Texas, är en amerikansk regissör, manusförfattare och skådespelare. Han har bland annat medverkat i Top Gun (1986), Dödlig svensexa (1997), City Limits (1985) och Christine (1983) som skådespelare.

## Filmografi (urval)

### Som skådespelare
- 1981 – En genomskinlig historia
- 1983 – Losin' It
- 1983 – Eddie and the Cruisers
- 1983 – Bäst på plan
- 1983 – Christine
- 1984 – City Limits
- 1984 – Radioactive Dreams
- 1985 – Time Busters
- 1985 – Nord och Syd (TV-serie) (6 avsnitt)
- 1986 – Dödsleken
- 1986 – Top Gun
- 1987 – Finansvalparna
- 1991 – Born to Ride
- 1994 – Hart to Hart: Crimes of the Heart
- 1995 – Nightwatch
- 1996 – I Shot a Man in Vegas
- 1997 – Legal Deceit
- 1997 – The Nurse
- 1997 – Dödlig svensexa
- 1997 – Big Tits
- 2012 – Breaking the Girls

### Som regissör
- 1987 – Under Cover
- 2000 – Cheaters
- 2001 – Crazy/Beautiful
- 2002 – Blue Crush
- 2005 – Into the Blue
- 2006 – Turistas
- 2008 – Middle of Nowhere
- 2009 – Kid Cannabis
- 1987 – Under Cover 2000 – Cheaters
- 2001 – Crazy/Beautiful 2002 – Blue Crush
- 2005 – Into the Blue 2006 – Turistas
- 2008 – Middle of Nowhere 2009 – Kid Cannabis
- 1987 – Under Cover 2000 – Cheaters
- 2001 – Crazy/Beautiful 2002 – Blue Crush
- 2005 – Into the Blue 2006 – Turistas
- 2008 – Middle of Nowhere 2009 – Kid Cannabis